# 卡萨索拉
卡萨索拉，是西班牙卡斯蒂利亚-莱昂阿维拉省的一个市镇。 总面积18km2, 总人口151人（2001年），人口密度8人/km2。